# Honoré Ruyssen
Honoré Ruyssen (Roesbrugge-Haringe, 9 maart 1869 - Antwerpen, 26 februari 1957) was apotheker, fotograaf en beeldhouwer in Veurne en in De Panne.

## Opleiding
Honoré Ruyssen werd geboren op 9 maart 1869 als zoon van brouwer August Ruyssen, die eigenaar was van de brouwerij St.-Hubertus in Roesbrugge.
Hij deed middelbare studies aan het Koninklijk Atheneum in Antwerpen, waar hij lid werd van een Vlaamsgezinde liberale studiekring waartoe o.a. Louis Franck, de later gouverneur van de Nationale Bank van België, Léon Dens, de latere minister, en Maurits Basse, later hoogleraar en stichter van het Liberaal Vlaams Verbond, toe behoorden. Deze strekking bleef hij heel zijn leven trouw.
In 1894 behaalde hij het diploma van apotheker aan de Rijksuniversiteit van Gent.

## Loopbaan
Na zijn studies ging hij werken in apotheken in Ieper en Antwerpen.
Vanaf 1896 was Ruyssen reeds actief bezig met fotografie.
Hij huwde op 26 juni 1898 met Zulma Blomme (°Poperinge 4 mei 1879) en vestigde zich op 8 december 1898 als zelfstandig apotheker op het Kaatsspelplein in Veurne.

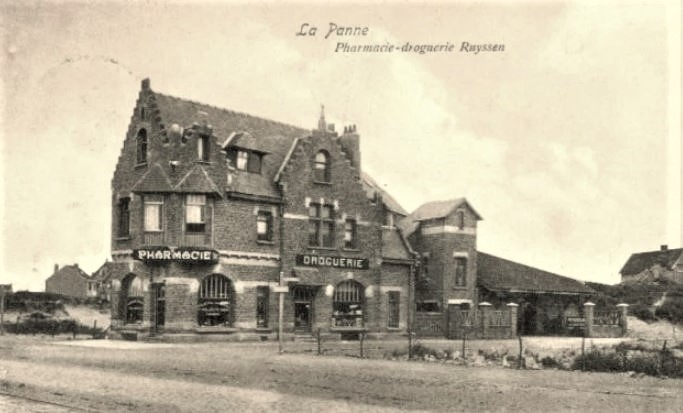
Apotheek Ruyssen in De Panne rond 1905

In 1900 opende hij zijn tweede apotheek, in De Panne, een nieuwbouw op de hoek Zeelaan-Bonzellaan, toen nog in een duinenlandschap. Het was de eerste apotheek in De Panne. Hij werd één van de pioniers en een belangrijke promotor van het kusttoerisme in De Panne.
Zijn apotheek in De Panne had als annex een drogisterij, voor de verkoop van drinkwater (onder zijn eigen merk "Dunebronnen" dat hij zelf oppompte) en materiaal voor onder andere kunstschilders en fotografie. In 1904 opende hij naast zijn apotheek het eerste "benzinestation" van De Panne, een depot voor verkoop van benzine in blik, zoals dat toen nog gebruikelijk was.
Hij had er ook een fotostudio met een decor dat het strand en de zee voorstelde, in de eerste plaats gericht op toeristen. Hij was echter ook buiten de studio zeer actief als fotograaf en maakte foto's van alle typische taferelen van de badplaats. Hij bleef echter ook in Veurne en omgeving zeer actief fotograferen. Zijn foto's werden verspreid in de vorm van prentbriefkaarten en opgenomen in toeristische publicaties.
In 1906 opende hij in Veurne zijn nieuwe apotheek op de Markt, het nu beschermde huis "In Den Hert". De plannen werden getekend door architect Albert Dumont, een Brusselse architect, bekend van de Dumontwijk in De Panne. Met de historische gevel wou Ruyssen een bijdrage leveren aan het historisch karakter van de markt. Het beeld van het hert dat op de nok van de apotheek stond (ook in De Panne) was ook de naam van commerciële farmaceutische producten die hij uitbracht.
Honoré Ruyssen was een vooraanstaand lid van de loge van vrijmetselaars.
Tijdens W.O.I was Ruyssen vrijwilliger voor het Belgische Rode Kruis. Daarnaast was hij in die periode ook zeer actief als fotograaf en zelfs als cineast. Hij concentreerde zich nu volledig op Veurne. Hij maakte portretfoto’s van soldaten op verlof, foto's van het leven van frontsoldaten en van de oorlogsschade aan het IJzerfront, die hij verspreidde onder het merk ‘Photo de L'Yser’. Zijn eigen apotheek op de Markt werd in 1915 en in 1918 zwaar beschadigd door bombardementen.
Hij maakte ook foto’s in opdracht van het Belgisch leger. Hierdoor stond hij in de Tweede Wereldoorlog op de Duitse lijst van verdachte personen en werd hij in 1944 zelfs gedurende korte tijd gearresteerd.
Na de oorlog werd benoemd tot voorzitter van de "Samenwerkende Maatschappij van Oorlogsschade".
In 1921 werd hij verkozen tot gemeenteraadslid in Veurne en zou dit blijven tot in 1936. Hij uitte zich als liberaal, vrijzinnig en vlaamsgezind. Hij was actief in diverse organisaties in Veurne en in De Panne en werkte mee aan promotie van beide plaatsen. Via zijn apotheken was hij uitgever van boekjes van volksschrijver Abraham Hans voor de kinderen en prentbriefkaarten met zijn eigen foto's "Furnes sous les Obus" voor volwassenen.
Op 27 juni 1923 gingen Honoré Ruyssen en Zulma Blomme in echtscheiding.

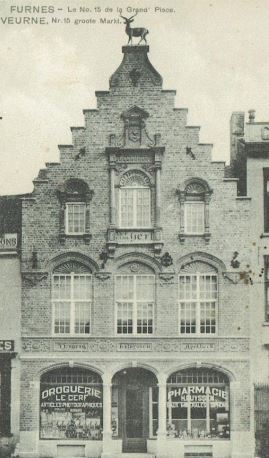
Apotheek De Hert Veurne

In 1923 verkocht Ruyssen zijn apotheek in De Panne aan Norbert Jongen, terwijl hij in 1925 zijn apotheek in Veurne, waar meerdere apothekers aan het werk waren, uitbreidde en verfraaide.
Na de Eerste Wereldoorlog waagde Ruyssen zich met matig succes aan de schilder- en tekenkunst. Het was echter de beeldhouwkunst die zijn nieuwe passie werd. Hij was daarmee reeds tijdens de Eerste Wereldoorlog bezig. Hij ging in de leer bij beeldhouwer Godfried Devreese en specialiseerde zich in het maken van portretten. In principe maakte hij enkel beeldhouwwerken voor personen of organisaties waarmee hij een persoonlijke band had of die op zijn sympathie konden rekenen: vooral liberale voormannen, vrijmetselaars en scholen van het openbaar onderwijs. Hij maakte vooral gedenkplaten, penningen en medailles, waaronder die van Karel Cogge die opgenomen werd in het legermuseum.
Hij maakte ook een buste van zich zelf en twee reuzen: Sporkin (1924) in opdracht van de toeristische dienst van Veurne en op eigen initiatief de reus Koo, die gebaseerd was op zijn zelfportret.
Op 29 januari 1930 hertrouwde Ruyssen in De Panne met een veel jongere vrouw, Stephanie Carolina Vandeveegaete (° De Panne 24 januari 1909).
In 1932 werd hij voorzitter van het Willemsfonds in Veurne, een afdeling die hij in 1907 had gesticht.
In 1935 laat Honoré Ruyssen de apotheek 'De Hert' in Veurne over aan Daniël Kinget.
In 1936 verliet Ruyssen Veurne en nam ontslag uit alle functies en ging hij zich definitief vestigen in de Meeuwenlaan 48 in De Panne, waar hij reeds sedert 1932 gedomicilieerd was.
In 1938 was hij één van de stichters van de Nederlandstalige loge Simon Stevin in Brugge. Ruyssen was van 26 februari 1938 tot 27 april 1947 voorzitter van de loge.
In 1947 verliet hij De Panne en ging in Turnhout wonen. Hij overleed tien jaar later in Antwerpen op 26 februari 1957.

## Kinderen
Huwelijk met Zulma Blomme:

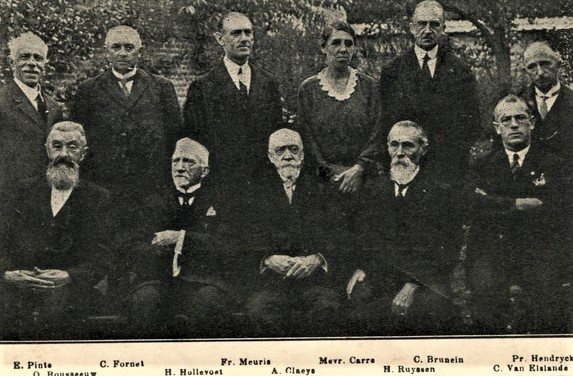
De liberale kandidaten voor de gemeenteraadsverkiezingen van Veurne in 1932. Honoré Ruyssen is de vierde persoon van links naar rechts op de onderste rij. (bron : stadsarchief Veurne)

- Louis Seraphin Ruyssen (°14 mei 1899)
- Romaan Gustave Cornelis Ruyssen (°22-08-1901 -+28-5-1979)
- August Joris Edmond Ruyssen (°05-03-1904)
- Joris Remi Lodewijk Ruyssen (°06-04-1908 en +12-01-1909)

Huwelijk met Stephanie Vandeveegaete:
- Honoré August Louis Jan Pieter (genoemd Pieter) Ruyssen (10 april 1932)
- Joris Karel Lodewijk (Georges) Ruyssen (11 oktober 1938)

## Beeldhouwwerken (onvolledige lijst)

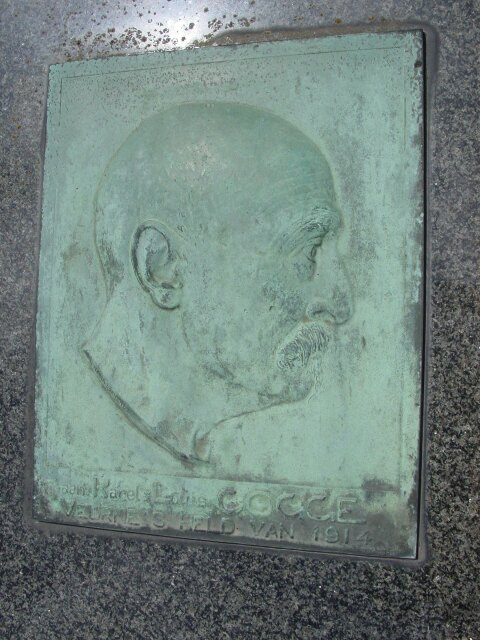
Karel Cogge: medaillon op grafsteen door Honoré Ruyssen

- Leopold Debois: penning brons (1914)[11]
- Kenteken van de legerschool van Boitshoucke[12]
- Luitenant-Generaal E. Michel: gedenkplaat (rond 1918)[11]
- Emiel Obyn: bronzen plaket (1921)[11]
- Karel Cogge: gedenkplaat brons (grafplaat) (1922)
- Reus Sporkin (1924)
- Emile Vanden Kerckhove gedenkplaats brons (1928)[11]
- Reus Ko (1928)
- Zelfportret: brons (1930)
- Albert Thooris, buste (1930)
- Edouard Predhom: herdenkingsplaat (1930)
- Hector Vermeulen, borstbeeld (1930)
- Abraham.Hans, medaille (Gent 1934)[13]
- Karel Tegethoff, gedenkplaat De Panne (na 1945)
- Rijksnormaalschool Blankenberge: plaket (1946)
- Gedenkplaat voor de oorlogsslachtoffers van het Atheneum Veurne (1947)[14]
- Honoré Houvenaghel: gedenkplaat brons (1948)
- Julius Hoste (gedenkplaat Brussel, Dansaertstraat) (1948)[15]
- Geo Verbrugge: bronzen plaquette (Gent, datum onbekend)